# Herman Bemberg
Pour les articles homonymes, voir Bemberg.
Herman Emmanuel Bemberg, né à Paris le 29 mars 1859 et mort à Berne le 21 juillet 1931, est un compositeur argentin.

## Biographie
Herman Bemberg est né à Paris. Son père Otto Bemberg, était allemand et avait fondé une brasserie à Quilmes en Argentine. Sa mère appartenait à l'ancienne famille argentine d'Ocampo. Herman a fait ses études au Conservatoire de Paris, avec Théodore Dubois, César Franck et Jules Massenet, dont l'influence a fortement marqué sa musique. Il a remporté le Prix Rossini en 1885.
Comme compositeur, il est connu par de nombreuses mélodies et pièces pour le piano, ainsi que pour sa cantate La Mort de Jeanne d'Arc (1886), l'opéra-comique Le Baiser de Suzon (1888), et le grand opéra Elaine (créé le 5 juillet 1892 au Covent Garden à Londres avec la grande soprano australienne Nellie Melba).
Parmi les mélodies de Bemberg, le récitatif dramatique Ballade du Désespéré est très connu, et le Chant Hindou a été très populaire.
Herman Bemberg est décédé à Berne, Suisse.

## Pour approfondir